# Malkit Singh Sondh
Malkit Singh Sondh (ur. 5 lutego 1948 w Jinji) – ugandyjski hokeista na trawie pochodzenia hinduskiego, uczestnik Letnich Igrzysk Olimpijskich 1972.
Na igrzyskach w Monachium Singh Sondh reprezentował swój kraj w trzech spotkaniach; były to mecze przeciwko ekipom: Francji (Uganda przegrała 1-3), Argentyny (0-0) i Belgii (0-2). W klasyfikacji końcowej, jego drużyna zajęła przedostatnie 15. miejsce, wyprzedzając jedynie reprezentację Meksyku.